# Gesamtmetall
Die Arbeitgeberverbände der Metall- und Elektro-Industrie (skrót: Gesamtmetall, pol. Organizacje Pracodawców Przemysłu Metalowego i Elektrotechnicznego) – niemiecka organizacja pracodawców, federacja dwudziestu organizacji pracodawców przemysłu metalowego i elektrotechnicznego działających na szczeblu regionalnym.
Zrzeszenie Gesamtmetall należy do Federalnego Zrzeszenia Niemieckich Organizacji Pracodawców (BDA) i za jego pośrednictwem reprezentuje wspólne interesy przedsiębiorstw przemysłu metalowego i elektrotechnicznego wobec władz państwowych. 
Działalność Gesamtmetall skupia się głównie na koordynacji wspólnych interesów przedsiębiorstw przemysłu metalowego i elektrotechnicznego na poziomie ogólnoniemieckim i prowadzeniu dialogu z agendami rządowymi.
Organizacja nie zawiera ze związkami zawodowymi układów zbiorowych. Moc taką zachowało szesnaście organizacji zrzeszonych. Pozostałe cztery organizacje przystąpiły do zrzeszenia w okresie od 2005 roku, kiedy to zrzeszenie Gesamtmetall otworzyło się również na organizacje pracodawców, których statutowym zadaniem nie jest zawieranie układów zbiorowych.